# Say Something (A Great Big World)
Say Something è un singolo del duo statunitense A Great Big World in collaborazione con Christina Aguilera. Il brano ha portato al duo e alla Aguilera un Grammy Award per la miglior performance pop di un duo o un gruppo nella cerimonia del 2015.
Commercialmente il brano ha ottenuto successo a seguito della collaborazione con Aguilera, raggiungendo la quarta posizione della Billboard Hot 100 statunitense e Official Singles Chart britannica, oltre che la prima posizione delle classifiche di vendita di Australia, Belgio e Canada.

## Antefatti e pubblicazione
Say Something è stato originariamente pubblicato l'11 febbraio 2011 all'interno dell'album di debutto della band di Ian Axel This Is The New Year in collaborazione con la cantautrice statunitense Jenny Owen Young. La traccia non ottenne successo commerciale e radiofonico, finché non venne utilizzato all'interno della decima stagione del popolare programma TV So you think you can dance; tutto ciò ha provocato una reazione a catena inerente al possibile duetto tra il duo americano e Christina Aguilera. In un'intervista, Ian Axel dichiarò a Billboard il fatto che ha sempre considerato quella di Christina come una delle voci migliori al mondo, anche se la canzone non prevedeva la presenza della cantante, ma è stata la stessa Aguilera che, attraverso il suo account Twitter, comunicò la collaborazione, e perciò il brano venne registrato nuovamente due mesi prima della sua pubblicazione ufficiale.

## Descrizione
Say Something venne scritto da Ian Axel, Ciad Re e Mike Campbell, mentre la produzione è stata affidata a Dan Romer. Dal punto di vista sonoro, il pezzo si presenta come una ballata romantica, con influenze indie pop e una base di pianoforte e archi, suonati dai musicisti Mark Robertson, Andrew Duckles e Vanessa Freebairn-Smith: il testo del brano evoca le emozioni che si provano quando si decide di mettere fine ad una relazione, anche se l'amore resta.

## Accoglienza
La canzone ha ricevuto il plauso generale dei critici musicali. Rick Florino di Artist Direct ha assegnato al pezzo un punteggio massimo di cinque stelle su cinque, elogiandone le sonorità e la prestazione vocale della Aguilera, definendola "una performance magistrale" e notando come la cantante sia riuscita a mostrare una "voce molto più sensuale, matura e potente di prima".
Digital Spy ha elogiato Aguilera ricordando che "nessuna ballata può essere veramente completa senza il suo intervento e le sue dolci note", mentre John O'Brien del noto sito Yahoo! ha notato come il brano rappresenti una sorta di svolta artistica nella carriera della cantante, dividendo l'era dei suoi primi lavori da quella futura che, "senza dubbio, sarà molto più matura e soddisfacente". Sam Lansky di Idolator ha commentato dicendo che la canzone "è più di un semplice brano straziante e malinconico, ma è un vero e proprio capolavoro in fatto di colonne sonore".

## Video musicale
Il videoclip è stato diretto da Christopher Sims ed è stato girato a Los Angeles il 8 novembre 2013 e pubblicato su YouTube 20 novembre 2020. Vede protagoniste tre diverse scene malinconiche che si alternano con la scena principale in cui Ian Axel suona il piano e accompagnato dalla voce da Christina Aguilera.

## Tracce
Download digitale (versione solista)
1. Say Something – 3:53

Download digitale (duetto)
1. Say Something (feat. Christina Aguilera) – 3:49

CD
1. Say Something (feat. Christina Aguilera) – 3:49
2. Say Something – 3:53

## Formazione
- Ian Axel – voce, pianoforte
- Chad Vaccarino – cori, chitarra
- Christina Aguilera – voce

## Successo commerciale

### Stati Uniti
La versione originale della canzone era stata scaricata solo 52,000 volte. Nel novembre 2013, dopo la performance a The Voice con Aguilera  e il rilascio della versione in duetto, Say Something ha debuttato alla sedicesima posizione della Billboard Hot 100 e in vetta a quella digitale, grazie alle 189,000 copie vendute, di cui l’86% provenivano dal remix con Aguilera. In seguito all’esibizione agli American Music Award, la canzone è salita alla terza posizione nella classifica digitale con 197,000 copie. Nella stessa settimana è salita anche nella Billboard Hot 100, raggiungendo la decima posizione, diventando la prima top ten del duo e l’undicesima della cantante, la sua seconda nel 2013 dopo Feel This Moment con Pitbull. La canzone è anche diventata la sua prima top ten come artista principale dall’ottobre 2008, quando Keeps Gettin’ Better aveva debuttato al suo picco alla settima posizione. Say Something ha raggiunto il suo picco alla quarta posizione nella classifica nella sua sesta settimana in classifica, accumulando 39 milioni di radio airplay e vendendo 233,000 copie digitali. Nel febbraio 2014, ha raggiunto la top ten della classifica radiofonica, diventando la prima per il duo e la nona per la cantante, la sua prima come artista principale da Beautiful del 2003. Nel marzo e giugno 2014, Say Something è stata certificata dalla  rispettivamente tre e quattro volte disco di platino per aver superato le tre e quattro milioni di copie vendute in territorio americano. Nel maggio 2017, Say Something è stata certificata sei volte disco di platino dalla RIAA per aver superato le sei milioni di copie vendute.

### Resto del mondo
Il brano ha raggiunto la nona posizione della ARIA Singles Charts il 27 gennaio 2014, salendo alla seconda posizione la settimana successiva. La settimana conclusasi il 10 febbraio 2014, Say Something ha occupato la prima posizione della classifica, divenendo la prima numero uno del duo e la terza di Aguilera. In Nuova Zelanda, il singolo ha esordito alla posizione numero 18 della classifica dei singoli, raggiungendo il picco della posizione numero due; nella settimana conclusasi il 10 febbraio 2014, divenendo il più alto singolo in classifica della Aguilera dalla sua collaborazione con i Maroon 5 Moves like Jagger del 2011. Nel Regno Unito, Say Something ha esordito e raggiunto la quarta posizione della Official Singles Chart, diventando il 24° successo Top 40 di Aguilera in Gran Bretagna e il debutto di A Great Big World.

## Classifiche
| Classifica (2014) | Posizione massima |
| ----------------- | ----------------- |
| Australia         | 1                 |
| Austria           | 4                 |
| Belgio            | 1                 |
| Canada            | 1                 |
| Danimarca         | 18                |
| Finlandia         | 11                |
| Francia           | 29                |
| Germania          | 36                |
| Irlanda           | 6                 |
| Italia            | 47                |
| Norvegia          | 4                 |
| Nuova Zelanda     | 2                 |
| Paesi Bassi       | 6                 |
| Portogallo        | 3                 |
| Regno Unito       | 4                 |
| Scozia            | 2                 |
| Spagna            | 24                |
| Stati Uniti       | 4                 |
| Svezia            | 4                 |
| Svizzera          | 20                |

## Pubblicazioni
| Stato       | Data             | Versioni      | Formati           | Etichetta                |
| ----------- | ---------------- | ------------- | ----------------- | ------------------------ |
| Belgio      | 3 settembre 2013 | Solo          | Download digitale | Epic Records             |
| Finlandia   | 3 settembre 2013 | Solo          | Download digitale | Epic Records             |
| Lussemburgo | 3 settembre 2013 | Solo          | Download digitale | Epic Records             |
| Portogallo  | 3 settembre 2013 | Solo          | Download digitale | Epic Records             |
| Svizzera    | 3 settembre 2013 | Solo          | Download digitale | Epic Records             |
| Spagna      | 3 settembre 2013 | Solo          | Download digitale | Epic Records             |
| Stati Uniti | 3 settembre 2013 | Solo          | Download digitale | Epic Records             |
| Belgio      | 4 novembre 2013  | Duetto        | Download digitale | Epic Records             |
| Finlandia   | 4 novembre 2013  | Duetto        | Download digitale | Epic Records             |
| Germania    | 4 novembre 2013  | Duetto        | Download digitale | Sony Music Entertainment |
| Portogallo  | 4 novembre 2013  | Duetto        | Download digitale | Epic Records             |
| Svezia      | 4 novembre 2013  | Duetto        | Download digitale | Epic Records             |
| Svizzera    | 4 novembre 2013  | Duetto        | Download digitale | Epic Records             |
| Spagna      | 4 novembre 2013  | Duetto        | Download digitale | Epic Records             |
| Stati Uniti | 4 novembre 2013  | Duetto        | Download digitale | Epic Records             |
| Germania    | 13 dicembre 2013 | Duetto e solo | CD single         | Sony BMG                 |
| Regno Unito | 16 febbraio 2014 | Duetto e solo | Download digitale | Epic Records             |

## Di Una Parola
Il 10 maggio 2024 il cantautore italiano Antonello Venditti ha pubblicato una cover del brano in lingua italiana dal titolo Di' una parola come primo estratto dalla riedizione del nono album in studio Cuore 40th Anniversary Edition. Il brano si imposta musicalmente sul Say Something con la riscrittura del testo dalla lingua inglese alla lingua italiana a cura dello stesso cantautore.
Si tratta della terza cover di un brano originariamente pubblicato in lingua inglese reinterpretato e tradotto da Venditti dopo Alta marea, versione in italiano di Don't Dream It's Over dei Crowded House del 1991, e Prendilo tu questo frutto amaro, geniale rivisitazione di Bitter fruit di Steven Van Zandt.

### Video musicale
l video, diretto da Younuts!, è stato pubblicato il 14 maggio 2024 sul canale YouTube della cantante. Il video vede la partecipazione di Isabella Ferrari come protagonista.